# Karl Wilhelm Bickell

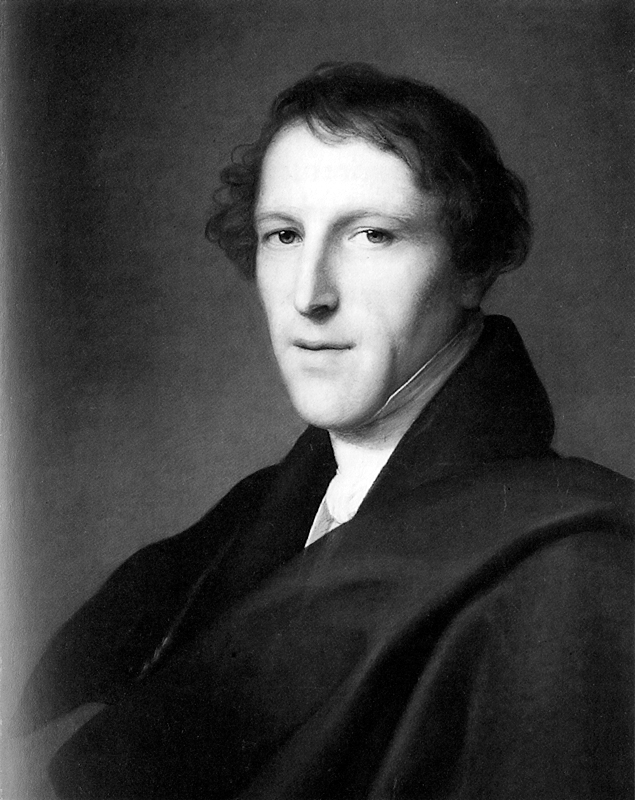
Karl Wilhelm Bickell (1796–1864)

Karl Wilhelm Bickell (* 18. Dezember 1796 in Marburg; † 30. November 1864 ebenda) war ein deutscher Landrat.

## Leben
Karl Wilhelm Bickell wurde als Sohn des Oberförsters Alexander Wilhelm Bickell (1752–1810) und dessen Ehefrau Maria Oeste (1765–1843) geboren.
Er war nach seinem Studium der Rechtswissenschaften als Kreissekretär im Landkreis Marburg tätig, als er 1848 zum Landrat im Kreis Witzenhausen ernannt wurde. Dieses Amt hatte er bis 1851 inne, als er in gleicher Funktion zum Kreis Wolfhagen wechselte. 1864 wurde er auf eigenen Wunsch in den Ruhestand versetzt und starb kurze Zeit später.

### Familie
Er war mit Wilhelmine Giller (1803–1868), Tochter des Hofrats Christoph Giller (1764–1841) und der Catharina Bretthauer (1774–1849) verheiratet. Aus der Ehe sind die Kinder Ludwig (1838–1901) und Karl Theodor (1840–1858) hervorgegangen.